# Grise Olivette
Grise Olivette es un cultivar de higuera de tipo higo común Ficus carica autofértil, bífera es decir de dos cosechas por temporada las brevas de primavera-verano, y los higos de verano-otoño, de higos con epidermis con color de fondo violeta oscuro grisáceo  y sobre color rojizo en la zona del cuello. Se localiza en la colección de Figues du monde en Francia.

## Sinonimia
- „sin sinónimo“ [5][6]

## Historia
Esta variedad de higuera ha sido localizada en Francia. Esta variedad es parte integrante de la colección de higueras de Figues du monde.

## Características
La higuera 'Grise Olivette' es un árbol de tamaño mediano, con un porte semierecto, no muy vigoroso, muy fértil, hojas de 7 lóbulos que son las mayoritarias (lóbulos 3,4 y 5 son grandes con una pronunciada  hendidura, lóbulos 2 y 6 más pequeños con el extremo hacia arriba, y lóbulos 1 y 7 los más pequeños como espolones y el extremo hacia abajo), hojas minoritarias de 5 lóbulos. Es una variedad bífera de tipo higo común, de producción muy escasa de brevas y muy abundante de higos, siendo los primeros más grandes y los siguientes más pequeños.
Las brevas son de un tamaño (30 a 50 gramos) mediano a grande con una producción escasa, o en algunos años nula. Los higos son medianos ( 30 gramos), de forma esferoidal algo alargado en la zona central con un cuello muy pequeño, y pedúnculo de tamaño mediano, grueso y color verde rojizo. La epidermis es fina de color de fondo violeta oscuro grisáceo con sobre color rojizo en la zona del cuello. Grietas abundantes longitudinales y reticulares. Cotillas marcadas. Ostiolo mediano con escamas ostiolares marrón claro ceniza. La carne (mesocarpio) tiene una anchura irregular y es de color blanco; cavidad interna ausente; aquenios medianos y escasos. La pulpa es de color rojo frutos del bosque.
Las brevas de producción escasa o nula, y los higos de producción muy abundante. El fruto de maduración prolongada todo el mes de septiembre, hasta inicios de  octubre. El sabor más potente es a fresa que se mezcla con el sabor del higo, es jugoso aunque moderadamente dulce.

## El cultivo de la higuera
Los higos 'Grise Olivette' son aptos para la siembra con protección en USDA Hardiness Zones 7 a más cálida, su USDA Hardiness Zones óptima es de la 8 a la 10. Producirá mucha fruta durante la temporada de crecimiento. El fruto de este cultivar es de tamaño mediano a pequeño y rico en aromas.
Se cultiva en Francia para higo fresco.